# (8252) Elkins-Tanton
(8252) Elkins-Tanton es un asteroide del cinturón principal de asteroides. Fue descubierto por el astrónomo estadounidense Schelte John Bus en el observatorio de Siding Spring, Australia el 1 de marzo de 1981. El cuerpo tiene un período de rotación de 14,15 horas y mide aproximadamente 3.3 km de diámetro. Lleva el nombre de la científica planetaria estadounidense Lindy Elkins-Tanton.

## Historia
Elkins-Tanton fue identificado por primera vez el 18 de septiembre de 1979. Mientras, su descubrimiento oficial ocurrió unos años después, el 1 de marzo de 1981, cuando el astrónomo estadounidense Schelte John Bus lo observó en el curso del estudio de asteroides Schmidt-Caltech del Reino Unido, en el observatorio de Siding Spring de Australia.

## Órbita
Elkins-Tanton gira alrededor del Sol en el cinturón principal de asteroides a una distancia de 2.02 UA (perihelio) a 2.55 UA (afelio) una vez cada aproximadamente 3 años, 7 meses y 6 días (1314 días). Su órbita tiene una inclinación de 3,68° y una excentricidad de 0,12 con respecto a la eclíptica.

## Denominación
Este asteroide recibe su nombre en honor a la científica planetaria estadounidense Lindy Elkins-Tanton, la cual es investigadora principal de la misión espacial Psyche de NASA, que examinará al asteroide metálico (16) Psyche.